# جن‌گیری آمیتی‌ویل
جن‌گیری آمیتی‌ویل (انگلیسی: Amityville Exorcism) یک فیلم ترسناک آمریکایی محصول سال ۲۰۱۷ به کارگردانی مارک پولونیا و نویسندگی بیلی داماتو است. این فیلم مستقیماً به صورت ویدیویی منتشر شد و هجدهمین فیلمی است که از رمان وحشت در آمیتی‌ویل در سال ۱۹۷۷ توسط جی. آنسون الهام گرفته شده‌است.